# Thu hồi và lưu trữ carbon
Thu hồi và lưu trữ carbon (Carbon capture and storage) (hoặc thu hồi và cô lập carbon hoặc kiểm soát và cô lập carbon ) là quá trình thu giữ carbon dioxide thải ra (CO2) thường là từ các nguồn điểm lớn, chẳng hạn như nhà máy xi măng hoặc nhà máy điện sinh khối, vận chuyển nó đến nơi lưu trữ và gửi nó ở nơi nó sẽ không đi vào khí quyển, thông thường là sự hình thành địa chất dưới lòng đất. Mục đích là để ngăn chặn việc phát hành một lượng lớn CO2 vào bầu không khí từ ngành công nghiệp nặng. Nó là một phương tiện tiềm năng để giảm thiểu sự đóng góp cho sự nóng lên toàn cầu và axit hóa đại dương  của lượng khí thải carbon dioxide từ công nghiệp và sưởi ấm. Mặc dù CO2 đã được tiêm vào các thành kiến tạo địa chất trong nhiều thập kỷ cho các mục đích khác nhau, bao gồm tăng cường thu hồi dầu, việc lưu trữ lâu dài của CO2 là một khái niệm tương đối mới. Bẫy không khí trực tiếp là một loại CCS mà  lấy CO2  từ không khí xung quanh chứ không phải là một nguồn điểm.
Carbon dioxide có thể được thu trực tiếp từ không khí hoặc từ nguồn công nghiệp (như khí thải nhà máy điện) bằng nhiều công nghệ, bao gồm hấp thụ, hấp phụ, lặp hóa học, tách khí màng hoặc công nghệ hydrat khí. Các amin được sử dụng làm dung môi trong công nghệ lọc carbon hàng đầu. CCS áp dụng cho một nhà máy điện thông thường hiện đại có thể làm giảm CO2 phát thải vào khí quyển khoảng 80% 90% so với nhà máy không có CCS.  Nếu được sử dụng trên một nhà máy điện bắt và nén CO2, các chi phí hệ thống khác được ước tính sẽ làm tăng chi phí cho mỗi giờ năng lượng được sản xuất bởi 21 -91% cho các nhà máy năng lượng hóa thạch;  và áp dụng công nghệ cho các nhà máy hiện tại sẽ còn tốn kém hơn, đặc biệt nếu chúng ở xa một địa điểm cô lập. Tính đến  năm 2019 có 17 dự án CCS đang hoạt động trên thế giới, thu được 31,5 triệu tấn CO2 mỗi năm, trong đó 3,7 triệu tấn được lưu trữ về địa chất. Hầu hết là nhà máy công nghiệp không phải nhà máy điện.
CCS có thể, khi kết hợp với sinh khối, dẫn đến phát thải âm. Một thử nghiệm năng lượng sinh học với thu hồi và lưu trữ carbon (BECCS) tại một đơn vị đốt gỗ trong nhà máy điện Drax ở Anh bắt đầu vào năm 2019: nếu thành công, việc này có thể loại bỏ một tấn CO2 mỗi ngày từ bầu không khí.
Lưu trữ CO2  được dự tính hoặc trong các thành tạo địa chất sâu, hoặc ở dạng cacbonat khoáng sản. Việc thu thập và lưu trữ carbon pyrogenic (PyCCS) đang được nghiên cứu. Lưu trữ đại dương sâu không được sử dụng, bởi vì nó có thể axit hóa đại dương. Hình thành địa chất hiện đang được coi là các trang web sắp xếp hứa hẹn nhất. Phòng thí nghiệm công nghệ năng lượng quốc gia Hoa Kỳ (NETL) báo cáo rằng Bắc Mỹ có đủ khả năng lưu trữ cho lượng carbon dioxide hơn 900 năm với tốc độ sản xuất hiện tại. Một vấn đề chung là dự đoán dài hạn về an ninh lưu trữ dưới biển hoặc dưới lòng đất là rất khó khăn và không chắc chắn, và vẫn có nguy cơ một số CO2 có thể rò rỉ vào khí quyển.